# Moisés Jinich
Moisés Jinich, teljes nevén Moisés Jinich Brook (Mexikóváros, 1927. december 15. – 2015. március 2.) mexikói válogatott labdarúgócsatár.

## Pályafutása
Karrierjéről kevés információ áll rendelkezésre, de az biztos, hogy játszott a Marte és az Atlante csapatában. A válogatottban egy meccset játszott 1954-ben, és tagja volt az az évi világbajnokságra utazó mexikói keretnek.